# Klementinum

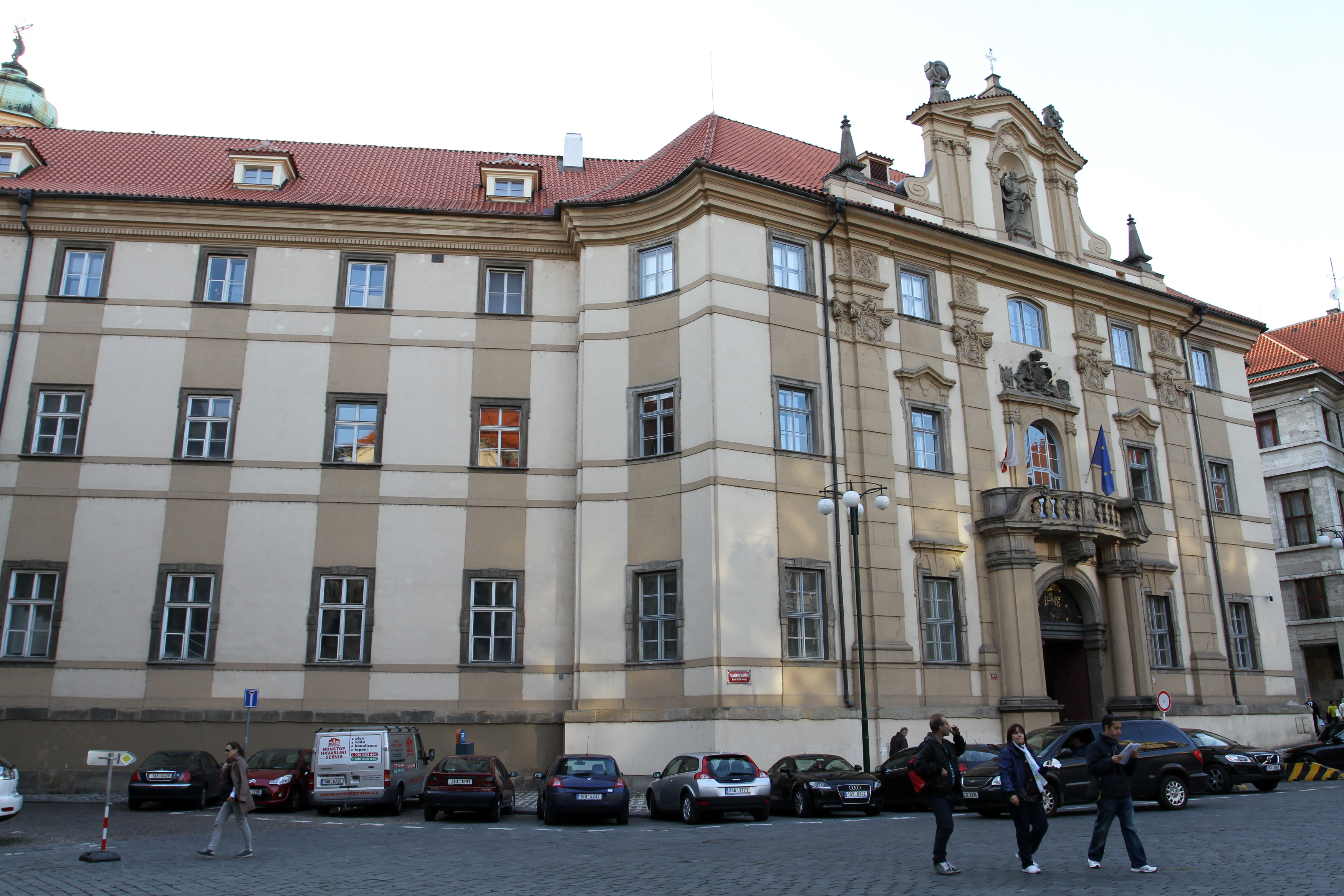
A Klementinum főiskolája (Károly u. 190.)

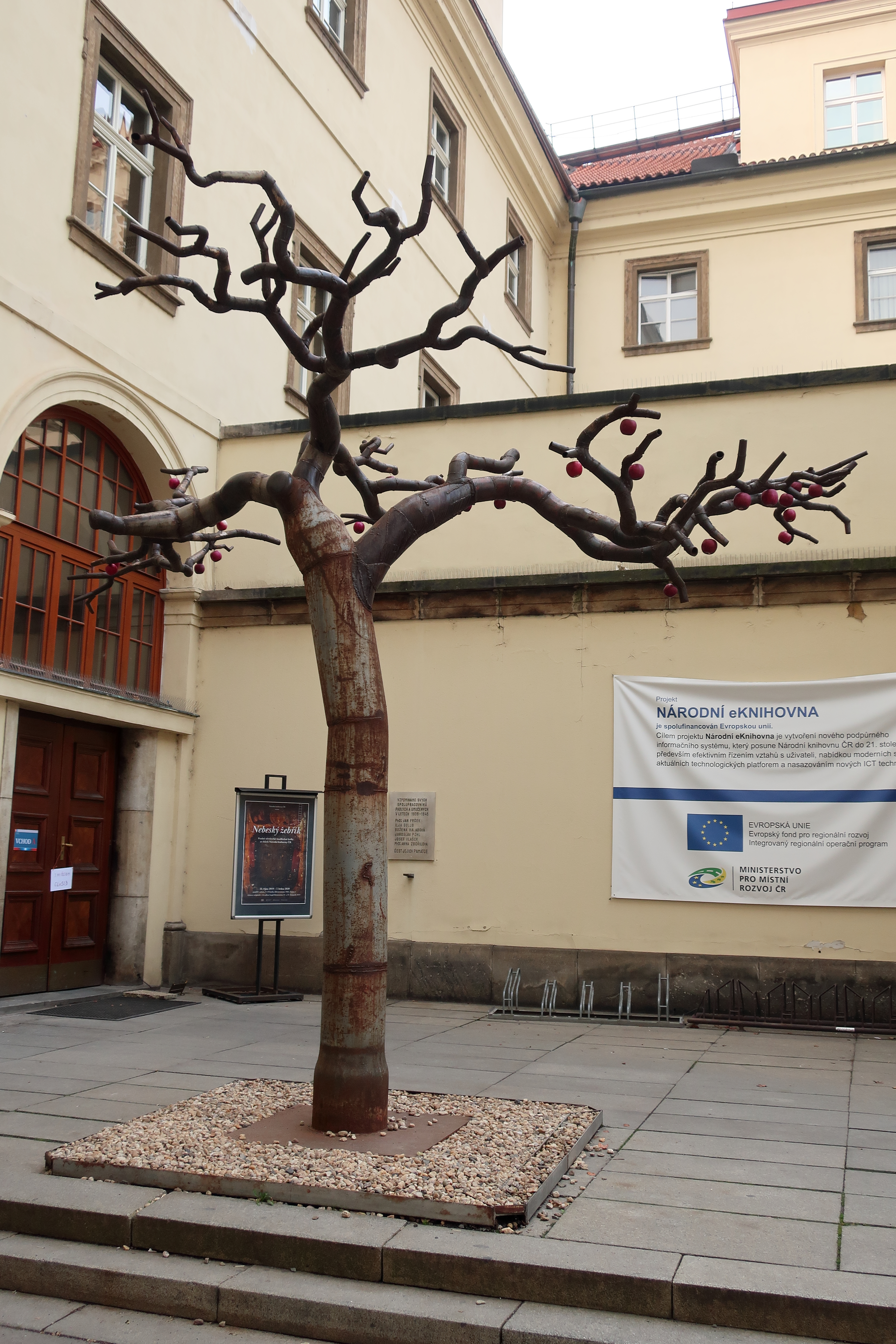
Fa — Lukáš Rais szobra a 2. udvarban

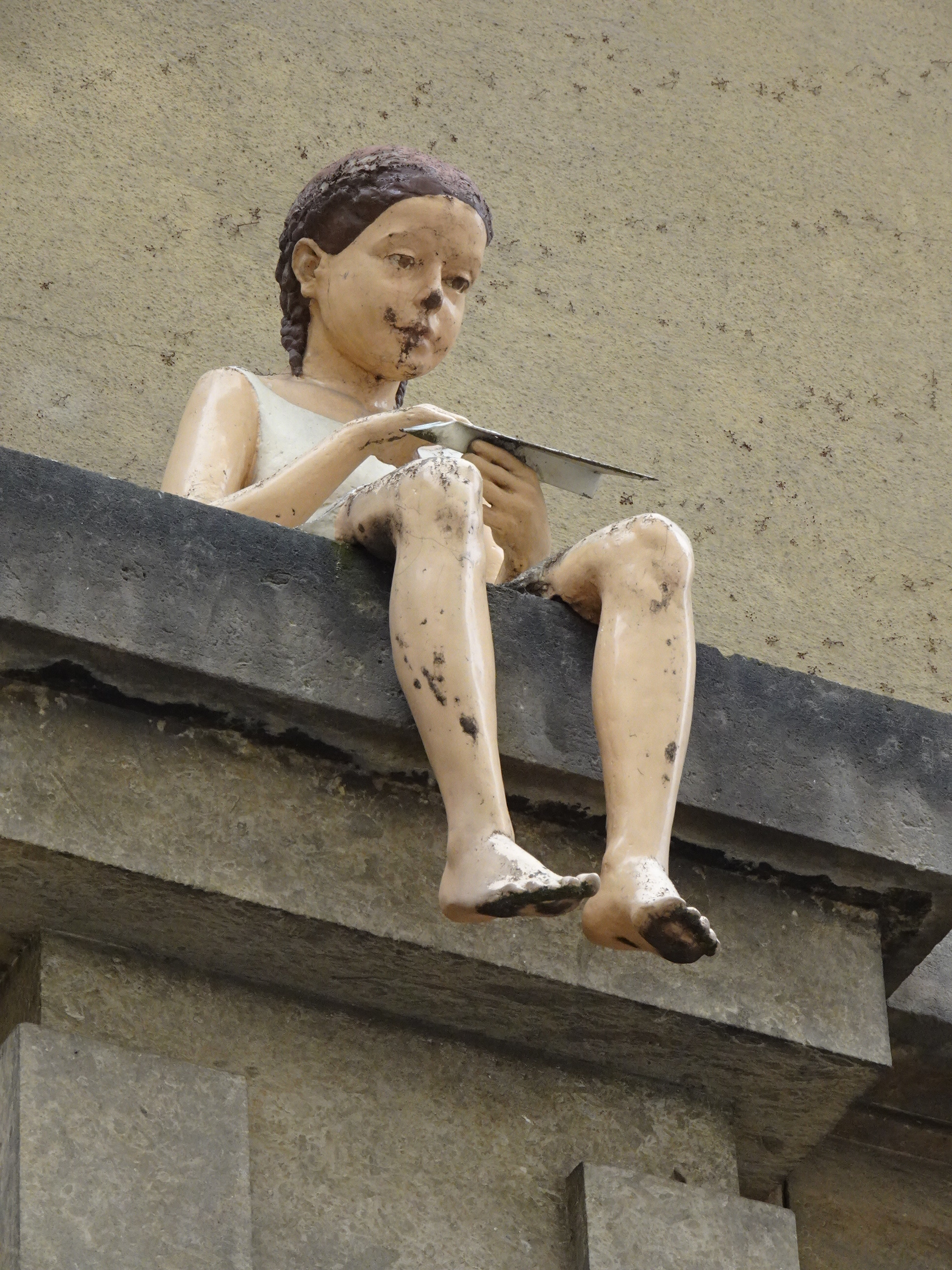
Lány fecskével — Magdalena Poplawská szobra a 2. udvarban

A Klementinum a Károly Egyetem az egykori jezsuita kollégium, majd a Károly Egyetem bölcsészkarának barokk épületegyüttese Prága Óvárosában. Épületeit jelenleg — a működő templomok kivételével — a A Cseh Köztársaság Nemzeti Könyvtára foglalja el és kezeli; az egykori egyházi épületekben leginkább koncerteket rendeznek.
A Károly hídtól a Keresztesek tere (Křižovnické náměstí) választja el.

## Története
Első épülete egy szent Kelemen pápának szentelt templom volt; erről kapta a Klementinum nevet, amelyet először 1227-ben említenek. Ez volt a temploma annak a domonkos kolostornak, amelynek rendi iskolája Károly Egyetem megalakulása után megkapta az általános tanulmányi státuszt is.
A kolostor a huszita háborúk idején leégett, és a békében is csak részben állították helyre. A jezsuita rend 1556-ban települt be Prágába, itt rendezték be csehországi központjukat. A stratégiailag előnyös helyen, a Károly híd lábánál és a főút mellett fekvő ingatlanegyüttesre Canisius Szent Péter figyelt fel. A jezsuiták I. Ferdinánd királytól ajándékba kapták a dominikánus kolostor épületeit, az utolsó domonkosok pedig a klarisszák elhagyott kolostorát kapták meg kárpótlásul. A jezsuiták iskolákat, könyvtárakat, színházakat alapítottak, nyomdát, gyógyszertárat és templomokat építettek; innen rajzottak szét az országban, hogy terjesszék az ellenreformáció eszméit és hittételeit. Ennek volt része az újkor egyik legnagyobb könyvégetése is, amikor 30 000 eretneknek minősített könyvet tüzeltek el a kolostor udvarán.
Az első 12 jezsuita 1556. április 18-án érkezett. Ők alapították az első kolostort, amihez átalakították az újjáépített és Canisiumnak elnevezett épületük nyugati szárnyát. A kollégium hivatalosan június 20-án alakult meg, az oktatást egyfajta ideiglenes szervezeti rendben július 7-én kezdték el. Az első rektor a liège-i Ursmar Goisson volt. Az iskolát már 1576–1577-ben új szárnnyal egészítették ki. 1581-ben rakták le a Legszentebb Megváltó templomának alapkövét; maga az építkezés azonban csak 1593-ban kezdődött. 1590–1597-ben épült a Szűz Mária Mennybemenetele kápolna. Az 1620-ig tartó időszakban a jezsuiták 32 szomszédos városi házat, 7 udvart és 2 kertet vettek meg vagy kaptak ajándékba. A további építkezés csak a harmincéves háború befejezése után folytatódott.
1622-ben csatolták a jezsuiták által működtetett intézményekhez a Károly Egyetemet. A század közepétől a városban már csak a jezsuiták oktathattak, mert a Karolinum huszita karát bezárták.
A kora barokk szakaszt 1653-tól számítjuk: ebben az évben kezdték el lebontani az addigi egyetem környékén megszerzett épületeket (leginkább polgárházakat). E szakasz legrégibb épülete az ingatlan délnyugati sarkában áll; homlokzata a Keresztesek tere és azon túl a Moldva felé néz. Ezt 1650 körül emelték Francesco Caratti tervei alapján. A további épületeket valószínűleg Carlo Lurago tervezte 1654–1669 között. Eleinte a munkálatokat is ő vezette, majd egyéb elfoglaltságai miatt unokaöccse, Francesco Lurago váltotta fel. Az építést Giovanni Domenico Orsi fejezte be. Elkészült a campus nyugati része: a Régi kollégiumhoz (a Károly utcában) hozzátoldották az Új kollégiumot (a Keresztesek és a Tányérosok utcáinak sarkán), megépült a Nyári refektórium. Itt építették ki Prágai első szennyvízelvezető csatornáját. Ez a szakaszt 1684-ben fejezték be.
A bővítés következő, 1709–1726 közötti szakasza az érett (késő) barokk jellegű épületeké. Ennek tervezője valószínűleg Kilian Ignaz Dientzenhofer. Az építkezés egy részét ő maga vezette, a többi épületét Pavel Ignác Bayer (nyomda) és František Maxmilián Kaňka, A kollégiumot és a Szent Szalvátor-templom ot új épülettel kötötték össze. Ugyancsak ezidőben épült a Szent Kelemen-székesegyház. 1719-ben kezdték építeni a kollégium keleti szárnyát (a Szeminárium utca és a Máris tér között). 1722–1724 között épült a Tükörkápolna és a Csillagvizsgáló torony. Utóbbi lett a Clementinum második tornya (az első az Óratorony volt).
A késő barokk szakasz utolsó építkezése az 1724-ben elkezdett Tükörkápolna volt. Ezt 1784-ben lerombolták, majd 1816-ban részlegesen újjáépítették. Ma kiállítóterem, amelyben időnként kamarahangversenyeket tartanak
A gondosan kialakított épületegyüttes egészen a rend 1773-as távozásáig nem szorult komolyabb átépítésre. A rend feloszlatása után a Károly Egyetem nem közvetlenül kapta meg az épületeket, hanem 1774-ben itt alapították meg az Egyetemi Könyvtárat, a Nemzeti Könyvtár jogelődjét. A 19. századi klasszicizmus időszakában és a 20. század elején néhány részleges átalakításra került sor. Kiterjedt rekonstrukció és átalakítás csak 1924–1936 között, az egyetem szervezetének átalakítása miatt vált szükségessé.
A jezsuita rend feloszlatása (1773) után a Clementinumot világi egyetemmé alakították. A könyvtárat Mária Terézia 1777. február 6-i rendeletével nyilvános egyetemi könyvtárrá nyilvánította. Az egy ideig Károly Ferdinándnak nevezett egyetem felosztásáig (1882) a Klementinumban a Filozófiai és Teológiai Kar működött, és a legtöbb órát németül tartották. A felosztással az épülettömb a cseh egyetemhez került; ez vette át csillagvizsgálót is. Ugyancsak itt maradt a nyomda, ami a jezsuiták távozása után a Normál Iskola Nyomdája nevet kapta, és csak 1786-ban költözött a Konventus utcába (Konviktská ulice). 1775-ben a Klementinumba költözött az érseki szeminárium, amely 1929-ig működött. A Hazafias Művészetbarátok Társasága 1796-ban az egyik épületben képtárat hozott létre; ebből az úgynevezett Sternberg-gyűjteményből fejlődött ki a Prágai Nemzeti Galéria. 1799–1886 között itt működött a Képzőművészeti Akadémia, 1805–1883 között pedig az Akadémiai Gimnázium is. Ez utóbbi intézményben tanított egyebek között Josef Jungmann és Václav Kliment Klicpera, és több tanítványuk is beírta nevét a cseh irodalomba.
1923-ban az Oktatási és Népművelési Minisztérium úgy döntött, hogy az egész épületegyüttest az egyetemi könyvtár kapja meg. 1924-ben a csehszlovák állam kivásárolta a a prágai érsekség tulajdonrészét, és az épületeket Ladislav Machoně építész irányításával a könyvtár igényeinek megfelelően alakították át. Egyes traktusokat egy-egy emelettel megemeltek, a felépítményekben raktárakat helyeztek el, és új olvasótermi épületet építettek (ez ma a kiszolgáló terem). A keleti szárnyból 1935-ben kiköltözött a Filozófiai Kar; ezután itt a Műegyetemi Könyvtár kapott, helyet egészen 2009-ig, amikor Országos Műszaki Könyvtár néven új épületbe költözött. Az átalakítások részeként a Mária tér melletti traktusban egy új nagy dolgozószoba épült, amelyhez Bohumír Číla restaurálta az egykori jezsuita színház történelmi famennyezetét. Az egyetemi munkahelyek 1924–1946 között fokozatosan települtek új helyeikre.
A Klementinumban működő (eredetileg egyetemi) könyvtárat többször is átszervezték, és ennek megfelelően változott a neve is. 1990 óta ez a Cseh Nemzeti Könyvtár. Gyűjtőköre  univerzális, de az egyetemek és tudományos munkahelyek társadalom- és természettudományi, kulturális és művészeti igényeire fókuszál. Gyűjti és tárolja minden Csehországban kiadott könyv köteles példányait.
Az épületegyüttes modern felújítását 2010-ben kezdték el. Fokozatosan a könyvtári célokhoz alakítják az infrastruktúrát, de közben törekszenek a történelmi és kulturális értékek megőrzésére, illetve helyreállítása, a társadalmi presztízs növelésére is. A rekonstrukció a 3. szakasza 2019-ben kezdődött. A Nemzeti Könyvtár székházát stílusos kávézóval, kongresszusi előadótermekkel és kiállítóterekkel, valamint könyvesbolttal bővítik.

### A diákság történelmi szerepe
A Klementinum diákjai 1648-ban és 1848-ban is aktívan részt vettek a forradalmi eseményekben, és ezzel beiratkoztak a cseh történelem dicsőségkönyvébe. Amikor a svédek 1648-ban megtámadták Prágát, a Jiří jezsuita atya vezette diáklégiónak nagy része volt abban, hogy a támadók nem tudtak átkelni a Károly-hídon az Óvárosba. Ezekre az eseményekre az első udvaron álló diákszobor emlékeztet.
1848-ban a Klementinum volt a pünkösdi felkelés (květnová revoluce) központja. A diákok még a Leo Thun gróf miniszterelnököt (a korábbi kormányzót) is elfogták, és csak František Palacký ésPavel Jozef Šafárik követelésére engedték szabadon.
A diákok az 1945-ös prágai májusi felkelés idején is barikádokat építettek a Klementinum körül.

## Az épületek
A prágai vár után ez Prága legnagyobb épületegyüttese; A szabálytalan alakú telket két tér és négy utca határolja:
- a Mária tér (Mariánský náměstí)
- Tányérosok utcája (Platnéřská ulice)
- Károly utca (Karlova ulice)
- Szeminárium utca (Seminářská ulice)
- Keresztesek (Keresztes lovagok) utcája (Křižovnická ulice)

Az utóbbi túloldalán, a Klementinum és a Károly híd között terül el a Keresztesek tere (Křižovnické námestí).
Főbejárata északon a Tányérosok utcájából nyílik (Platnéřská ulice 190/10).
Területe az egyházi épületekkel együtt 19 041 m², a ebből beépített terület templomok nélkül 10 355 m², templomokkal együtt 13 012 m².
Az egyházi épületek:
- Legszentebb Megváltó temploma,
- Olasz kápolna (Vlašská kaple)[3]
- Szent Kelemen-katedrális, ma a görög katolikus egyházé[3]
- Szűz Mária Mennybemenetele kápolna,
- Szent János-kápolna
- Tükörkápolna (Angyali üdvözlet).

A zömmel két-három emeletes épületek között öt belső udvar nyílik.
A világi épületek és az udvarok:
1. A kollégium négy épületből álló nyugati része kora barokk stílusú. A Keresztesek  utcájára néző nyugati homlokzatot pilaszterek és stukkók díszítik. 1924–1925-ben ezt a részt megemelték, és a tetőn Otto Gutfreund császárokat ábrázoló szobrait helyezték el. A kora barokk szakaszban épült az épületegyüttes eredeti főkapuja is, amely a Károly híd felől nyílik az első udvarra, és ma Josef Max prágai diákot ábrázoló szobra (1847) díszíti. A Szőlő udvarban egy szökőkút áll.
2. A késő barokk szakaszban (1709–1726) épült:
- a nyomda,
- a keleti szárny,
- a Legszentebb Megváltó temploma,
- a Csillagászati torony és
- a Tükörkápolna.

A könyvtár főépületének bejárata a második udvarból nyílik.
Az első emeleten több gazdagon díszített terem sorakozik. A második emeleten a Tükörkápolna fölött van az egykori jezsuita olvasóterem; ennek díszítését az a František Maxmilián Kaňka tervezte, aki a kápolnáét is.
A Károly utca felőli bejárat a második udvarra vezet, ahol egy modern kiszolgáló épület töri meg a barokk összhangot.

## Belső terei
A Klementinum eredetileg a jezsuiták hitéletét és lakhatását szolgálta az ezekhez szükséges gazdasági és kisegítő épületekkel, illetve helyiségekkel. Az egyes helyiségeket rendeltetésüknem megfelelően díszítették.
A Keresztesek utcájára néző nyugati szárny folyosóit stukkók és mennyezetképek díszítették gazdagon. A díszkeretekben elhelyezett festményeket Heřman Schmidt jezsuita szerzetes festette, és szentpétervári életlépeket jelenítenek meg. A rend jeles személyiségei közül Loyolai Szent Ignác képe a földszinten, Xavéri Szent Ferencé az 1. emeleten látható. Az emelet néhány helyiségében a mennyezetképek is megmaradtak. Ebben az épületben volt egy kisebb, Nepomuki Szent Jánosnak szentelt kápolna is, de ebből a legutóbbi átépítés után csak egy fülke maradt meg rokokó oltárral a főlépcsőn. A Klementinumban eredetileg volt egy kisebb, kisebb, Szent Eligius]]nak szentelt kápolna is, de  az átépítések közben teljesen eltűnt. A lépcsőházat egykor szobrok díszítették — Mihály és Rafael arkangyal, valamint a jezsuita szentek.
A harmadik udvarból léphetünk a 14. századi kápolna boltíveinek felhasználásával épült, rokokó díszítésű Mozart-terembe. Ezzel szemben az ugyancsak rokokó díszítésű Matematika előadó. Építészetileg igen érdekes a Kéziratolvasó, ami valaha a jezsuiták színházterme volt. Az udvar déli oldalán a könyvtár igazgatóságát helyezték el. Ebben az épületben van az egykori Nagy előadó, amelynek 1730-ban festett freskója a épületcsoport névadóját, szent Kelement ábrázolja. Ugyancsak a harmadik udvar fölött van a Katalógusterem, amelyet 1731-ben festett freskók díszítenek. A főbejárat közelében van a Zene-terem, amelynek ugyancsak 1730-ban készült stukkódíszei és allegorikus festményei a négy egyetemi fakultást jelképezik. A lépcsőházból nyílik a rokokó díszítésű Szent János-kápolna.

### Nyári refektórium
Az egykori nyári refektórium (ma a Nemzeti Könyvtár általános dolgozószobája) nagyobb és díszesebb is az építés első szakaszának többi helyiségénél. Az 1. emeletet is magában foglaló termet félkörszelvényű hordóboltozat fedi. A kilenc pár konzolt kariatidák tartják. Boltozatát 16 erény lapos fülkékben elhelyezett, allegorikus alakjai díszítik. Az elülső fal nagy olajfestménye kánai menyegzőt ábrázolja; a képet Andrea Pozzo terve alapján tanítványa, Kryštof Tausch festette 1710-ben. A szemközti falon a Lázár házába látogató Krisztust ábrázoló freskó valószínűleg Jan Kuben jezsuita festő alkotása. Előtte egy  1762-ben készült és 6 m magas rokokó cserépkályha áll. Eredetileg itt függött Jan Jiří Heinsch 34, híres jezsuitákat ábrázoló festménye is, ezek azonban nem maradtak fenn. Figyelemre érdemes a refektórium két márványmosdója is (az egyik Jan Jiří Bendl munkája).
Ebből a teremből nyílik az 1724-ben épült Tükörkápolna.

### Barokk könyvtárterem és matematikai előadó
A Klementinumban a templomokon és kápolnákon kívül is több értékes, késő barokk bútorokkal a 18. század első felében berendezett termet találunk. A Tükörkápolna feletti emelet nagy termét már az építők is könyvtárnak szánták. A korban nem ritka megoldással a terem kétszintes, karzattal. A nyitott könyvespolcok díszes oszlopok között állnak; utóbbiak váltakozva simák vagy csavartak, aranyozott korinthoszi oszlopfővel. Ez volt Csehország az első olyan könyvtára, amelyben a boltozatot freskó díszítette. Ennek fő képe a Bölcsesség templomát ábrázolja, a két kisebben Apollón látható a Parnasszuson, illetve Krisztus színeváltozása a Tábor-hegyen. A freskókat ugyanaz a Jan Hiebel festette, aki a Tükörkápolna képeit is. A teremben (zömmel a jezsuiták által gyűjtött, illetve készített) történelmi földgömböket állítanak ki.
Ugyancsak freskók és stukkók ékítenek két kisebb termet, a Régi és az Új Matematikai Csarnokot (ma a zenei, illetve a kéziratos részleg részei). A díszek főként matematikai, illetve csillagászati motívumok. A stukkókat Bernardo Spinetti készítette. A teremben szépmívű antik órákat állítottak ki.

### Meridián csarnok
A nagy termet éppen a barokk könyvtárterem fölött alakították ki. Különféle számításokhoz és mérésekre használták; így például itt határozták meg a Nap delelésének pontos idejét (utoljára 1928-ban) — a nap sugara pontban délben éri el az e célra kifeszített húrt. A déli és az északi falon néhány régi műszert helyeztek el, mint például az irányszög és a horizont fölötti magasság meghatározására használt kvadránsokat.

### Tükörkápolna
Az épületegyüttes legszebb részének tartott a kápolna a 18. században épült. Nevét onnan kapta, hogy számos, a falakba és a mennyezetbe ágyazott, a márványpadlót tükröző tükörrel kápráztatja el látogatóit. A padló csillag alakú dekorációi az ég csillagait idézik, a tükrök pedig kitágítják a kápolna terét, így jelképezve Isten mindenhatóságát és örökkévalóságát. A kápolnában két orgona is van. A mennyezet freskóit Jan Hiebl festette. Napjainkban ismert koncerthelyszínnek számít.

## Szobrok, díszítmények
A főbejárat udvar felőli részén elhelyezett márvány emléktáblát 1783-ban készítette Ignazio Pallardi, és az érseki szeminárium alapítását örökíti meg.
A Mária térre néző homlokzat gazdagon díszített. Az utolsó (negyedik) udvarba egy toszkán oszlopokkal ellátott kapun léphetünk. Efölött hatalmas erkély látható és heraldikai motívumokkal díszített fülkében Loyolai Szent Ignác szobra áll egyik kezében kereszttel, a másikban könyvvel. Ebben az udvarban áll Joseph Stepling matematikus és csillagász emlékműve. A tragikus sorsú zseni szobrát Jan Quirin Jahn festőművész vázlata alapján Ignác František Platzer mintázta meg és Jakub Aigner faragta ki kőből.
A könyvtár főépületében a jezsuita olvasóterem közepén a kupolát Jan Hiebl 1727-ben festett képe, A Bölcsesség temploma díszíti; a többi allegorikus kép ez emberi műveltség különböző  ágazatait jeleníti meg.
A negyedik udvart a harmadiktól (a Gazdasági udvartól) a Tükörkápolna választja el. Közelében emelkedik a tetők fölé a Csillagászati torony, tetején az éggömböt hordozó Atlasz szobrával, amely Matyáš Bernard Braun műhelyében készült. Ugyanennek a műhelynek a munkája Nepomuki Szent János szobra, amely a Károly és a Szeminárium utca sarkán díszíti a homlokzatot.
Az első udvarban az 1648-ban a Károly hídon vívott ütközetnek állít emléket a Prágai diák szobra — Josef Max 1648-ban készült szobrát 1863-ban állították fel ezen a helyen.
A Klementinum figyelemre méltó sajátossága számos megőrzött napóra: egy-egy a Szőlő udvarban, a Diákok udvarában és a Gazdasági udvarban, a többit pedig a Csillagászati toronyban helyezték el.
A 21. században az udvarokban több modern szobrot is elhelyeztek:
- a 2. udvarban a Nemzeti Könyvtár bejáratánál áll Magdalena Poplawská Lány fecskével című alkotása és
- Lukáš Raise Fája,
- a Szőlő udvar szökőkútjában pedig Michal Trpáktól az Olvasók.

## A Klementinum és az egzakt tudományok
A Klementinum jelentős szerepet játszott az egzakt tudományok, különösen a matematika, a csillagászat és a meteorológia fejlődésében is. A jezsuiták és az egyetemi tanárok a tudománynak szentelték magukat.
1722-ben alapították a matematikai-csillagászati tanulmányok külön rendjét és ekkor alapította Jan Klein mechanikus, csillagász és adminisztrátor az úgynevezett Matematikai Múzeumot (Museum mathematicum Collegii Clementini), amely a maga nemében az egyik legelső volt Európában. A múzeumban a gyűjtemény gyarapítása mellett tanítottak is; a Csillagászati toronyról nem tudjuk, hogy használták-e oktatásra.
A leltár szerint a múzeumi gyűjteményeket nem korlátozták a matematikai tudományokhoz és a csillagászatban használt műszerek stb. bemutatására: itt helyezték el azokat az egzotikus tárgyakat (érdekességeket, természeti-, mű- és emléktárgyakat) is, amelyeket a rendi misszionáriusok hoztak haza útjaikról. Az ösztöndíj megszűnése után a múzeumot 1785-ben bezárták. A gyűjtemények egy részét kiárusították, egy rész más intézményekbe került, többségük azonban az egyetemre maradt. Az egykori gyűjtemény egy jelentős hányada idővel a prágai Nemzeti Múzeumba került.

### Csillagászati torony
1722-ben eleve kilátónak épült a 68 m magas Csillagászati torony, amelyből valóban kiváló kilátás nyílik Prága Óvárosára. A toronyban Joseph Stepling matematikus, fizikus és csillagász kezdeményezésére 1751–52-ben csillagvizsgálót is létrehoztak (ehhez némileg át is építették a tornyot). A csilloagda első vezetője is Stepling lett.

### Időjárás és éghajlat
Szórványos feljegyzések korábbról is vannak, a rendszeres és dokumentált meteorológiai megfigyeléseket és méréseket 1752-ben kezdték el. 1775-től Antonín Strnad csillagász, Stepling tanítványa (majd a Károly Egyetem rektora) már módszeresen rögzítette is ezeket, amivel a Klementinumé Közép-Európa leghosszabb folyamatos megfigyelési idősora, bár a feljegyzésekben 1783-ig vannak hiányok. 1784. január 1-től már napi 3-szor mérik itt a hőmérsékletet a modern kritériumok szerint, ami értékes éghajlati információforrást jelent az időjárás és az éghajlat állapotáról. 1804 óta csapadékméréseket is hozzáadtak.[27] A második világháború után az obszervatórium a Cseh Hidrometeorológiai Intézetbe került.
Az eredményeket és 1775 óta rendszeresen rögzítik, így ez Közép-Európa leghosszabb észlelési idősora. 1784. január 1-től már naponta háromszor mérik a hőmérsékletet a szabványos módon, értékes adatokat szolgáltatva az időjárás és az éghajlat állapotáról. A napi csapadék mennyiségét 1804 óta rögzítik. A második világháború óta az obszervatóriumot a Cseh Hidrometeorológiai Intézet (Český hydrometeorologický ústav) üzemelteti.

### Napórák
A Gazdasági udvarban (Hospodářský dvůr) a harmadik emelet szintjén két, keletnek néző napórát láthatunk. Másik kettő délnek néz; ezek számlapjai alig látszanak. Felirataik szerint 1658–1662 között készíthette őket valószínűleg Valentin Stansel (1621-1705) jezsuita csillagász. A legtöbb napóra ilyen gazdagon festett; a képek bibliai jeleneteket ábrázolnak. Gnomonikus érdekesség, hogy a Gazdasági udvar jobb keleti órája úgynevezett olasz óra, tehát számlapja a legutóbbi napnyugtától számított időt jelzi. Az órák latin feliratai: "NON SOLO PANE VIVIT HOMO" („Az ember nem csak kenyéren él”) és "ET VERBUM CARO FACTUM EST" („A szó testté válik”).
A Csillagászati torony keleti falán is van egy napóra, amelynek szecessziós díszítése jelentősen különbözik a Klementinum többi napórájáétól. Valószínűleg volt egy napóra a déli falon is, de ennek nyoma sem maradt.
Csehország legpontosabb napóráját a Csillagászati torony belsejében helyezték el. A torony déli falába vágott kis lyuk camera obscuraként szolgál. A napkorong képe a padlón, illetve a terem északi falán jelenik meg a Nap látszólagos magasságától függően. Ezt a képet a helyi csillagászati dél pillanatában egy vashuzal két egyenlő részre osztja. Az ilyen mérés pontossága pár másodperc.
A Diákok udvara (Studentské nádvoří) déli és keleti oldalán két-két pompás napóra is van. Pálcájuk merőleges a falakra. Háromféle időt jelenítenek meg: a szokásos helyi látszólagos időt, a napkelte óta eltelt időt (ez az úgynevezett babiloni vagy cseh idő) és az előző napi napnyugta óta eltelt időt (ez az olasz idő). A keleti napóra festménye egy csontváz kaszával és egy homokórával. A falon biblikus jeleneteket láthatunk.
További hat nagyon jó állapotú napóra van a Szőlő udvarban (Révové nádvoří), de ezt a közönség nem látogathatja.

## Látogatása
Az öt udvarból csak három látogatható, de ezek mindennap megtekinthetők; hétvégéken és hétfőn is.
Nyitvatartás:
- január, február: 10:00 – 16:30
- március–október: 10:00 – 18:00
- november, december: 10:00 – 17:30

A 2020-as évek elején a beléptidíj:
- felnőtteknek 220 CZK,
- családi 500 CZK,
- diákoknak és nyugdíjasoknak 1400 CZK
- 7 éven aluli gyermekeknek ingyenes.

A Prága kártya 25 % kedvezményre jogosít.
A mintegy háromnegyed órás vezetett túrákon (angol nyelvű vezetéssel is) a barokk könyvtártermet, a Meridián csarnokot és a Csillagászati tornyot tekinthetjük meg.

## Fordítás
- Ez a szócikk részben vagy egészben  a   Klementinum című cseh Wikipédia-szócikk ezen változatának fordításán alapul.  Az eredeti cikk szerkesztőit annak laptörténete sorolja fel. Ez a jelzés csupán a megfogalmazás eredetét és a szerzői jogokat jelzi, nem szolgál a cikkben szereplő információk forrásmegjelöléseként.